# 関川神社
関川神社（せきがわじんじゃ）は、愛知県豊川市赤坂町関川に建つ神社である。祭神は市杵島媛命。

## 概要
長保3年（1001年）5月、赤坂の長者・宮道弥田次郎長富が三河国司の大江定基の命を受け、関川地内に立つ楠の脇に堂宇を建立したのが起源とされる。当初は弁財天と称していたが、明治時代初期に神仏分離の影響を受けて関川神社と改称した。昭和28年（1953年）6月5日、宗教法人として登録を受けた。氏子はおらず、神社の運営は関川区域の住民によって行われている。
祭礼は旧暦1月15日・16日であり、福引が行われていたが、現在は太陽暦の1月15日・16日に改められ、余興は行われていない。
同じく赤坂町に位置する宮道天神社で例祭が行われる際には、渡御する神輿の休憩所として境内が使用されてきた。
確認できる最古の棟札は文政12年（1829年）のものであり、「再建之辨天拝殿一宇」の文字が見える。他には、明治20年（1887年）のものがある。
境内には、大正7年（1918年）2月に建てられた常夜灯がある。

## 句碑

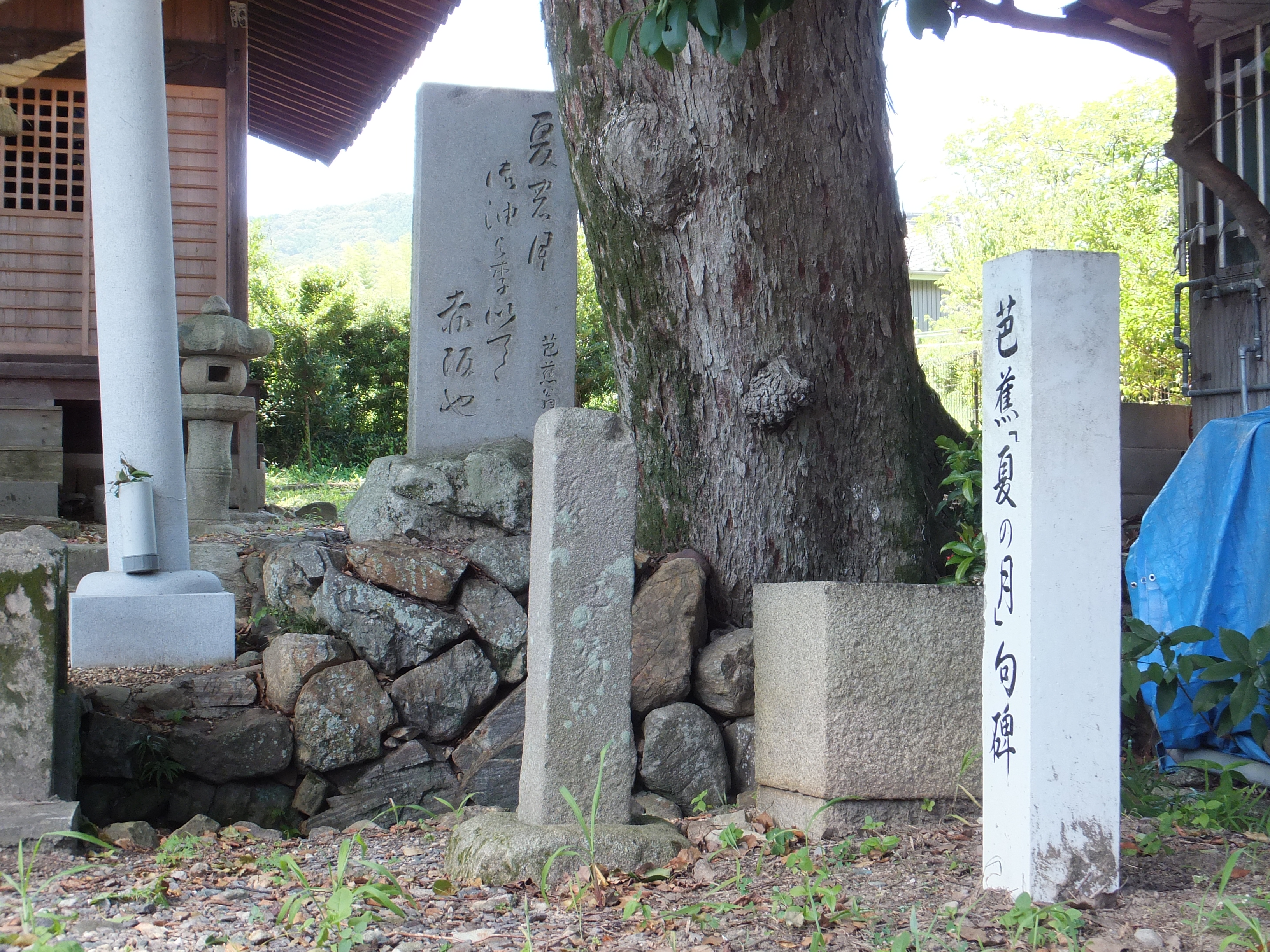
芭蕉の句碑。中央下が旧碑、上が新碑

境内には、松尾芭蕉の俳句「夏農月 御油よ李いてゝ 赤坂や（夏の月 御油より出でて 赤坂や）」を刻んだ句碑がある。宝暦元年（1751年）冬に建てられた旧碑と、明治26年（1893年）12月に建てられた新碑があるが、旧碑は上部が折れてしまい、一部が判読不能になっている。句の部分も「油よ梨」「て而赤坂や」の部分しか残っていない。
新碑は、芭蕉200年忌（明治25年（1892年））を機に花井又右衛門（花井汲古）が働き掛けて資金を集め、旧碑の前に建立したものである。三河産の花崗岩を用い、多田了証が寄付した自然石の上に乗せられた。俳壇の家元である東京月之本素水八十一が揮毫し、萩本政次郎が彫った。

## 文化財

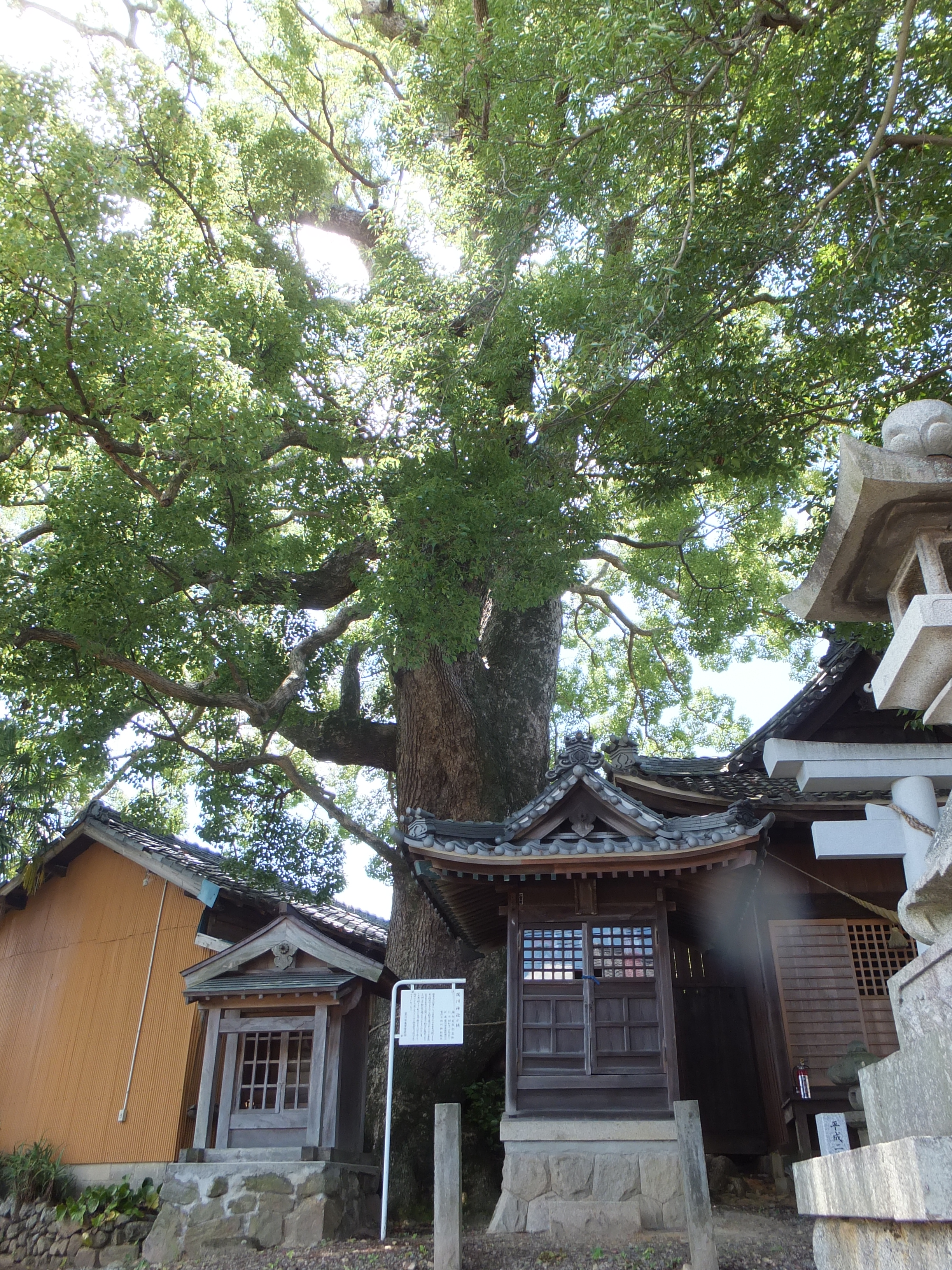
関川神社のクスノキ

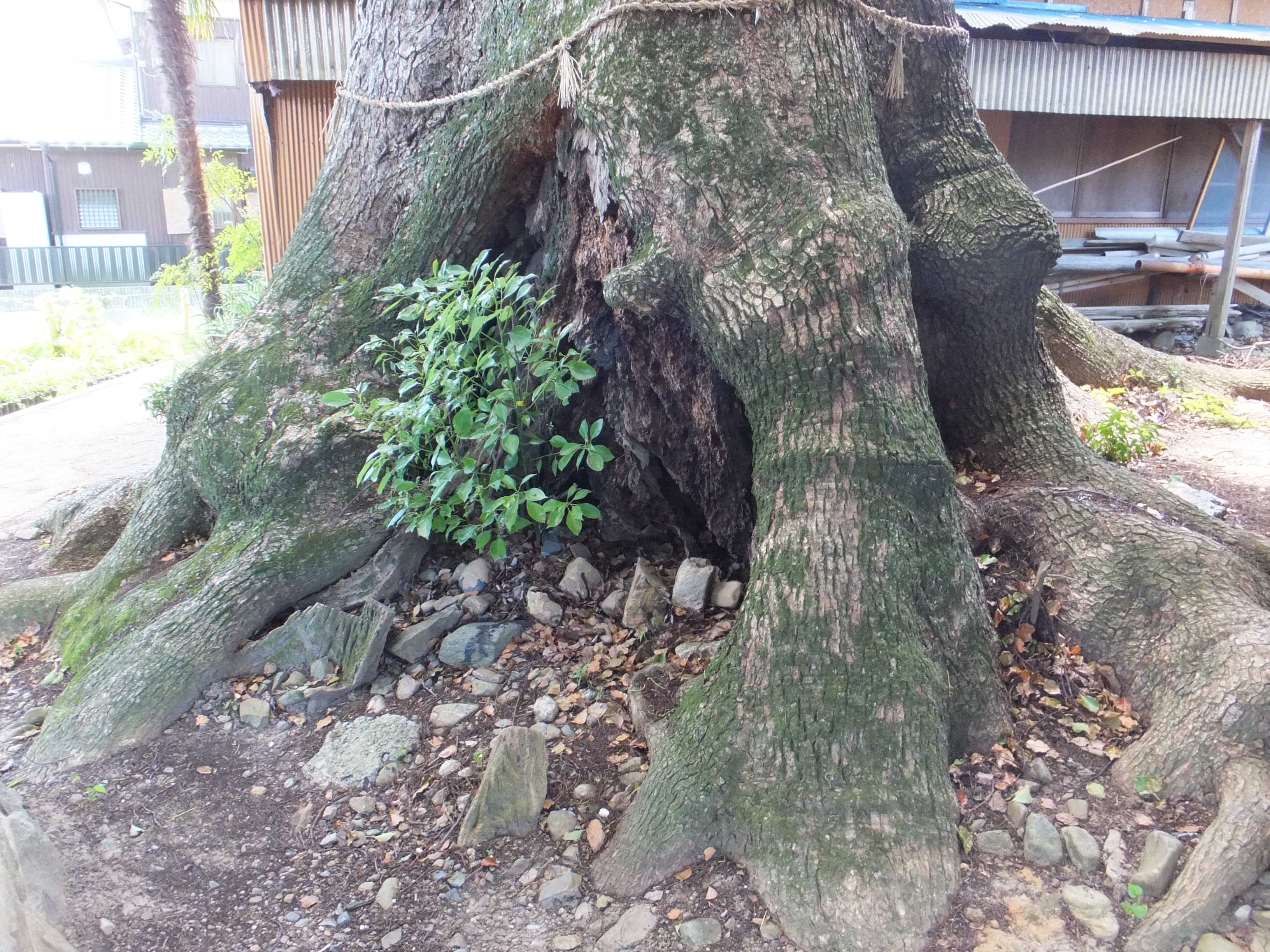
クスノキの根元

社殿の脇に立つ楠。幹周8.1m。根元がえぐれているが、これは慶長14年（1609年）に発生した火災により焼失した部分であると伝えられる。
昭和56年（1981年）3月1日、音羽町（当時）の文化財に指定された。

## 交通
- 最寄駅：名鉄名古屋本線 名電赤坂駅
  - 下車後、南西へ徒歩で10分ほど[16]。

## 註
1. ↑  大江定基は、宮道長富の娘・力寿を見初め、寵愛した。
2. ↑  『音羽町誌』、522頁。
3. 1 2 3  『音羽町誌』、535頁。
4. ↑  『音羽町誌』、525 - 526頁。
5. ↑  『音羽町史（史料編1　近世村方史料）』、814頁。
6. ↑  『音羽町誌』、523頁。
7. ↑  『音羽町誌』、590頁。
8. ↑  『音羽町史（通史編）』、448頁。
9. ↑  『音羽町史（史料編1　近世村方史料）』、763頁。
10. ↑  正法寺（豊川市赤坂町）の住職で歌人。明治20年代に四季歌会を自宅で開催していた。『音羽町史（通史編）』、613頁。
11. ↑  『音羽町誌』、470-471頁。
12. ↑  『音羽町史（自然）』、257頁。
13. ↑  『音羽町史（自然）』、255頁。
14. ↑  関川神社説明。
15. ↑  「豊川市内の指定・登録文化財一覧」（豊川市HP内）。
16. ↑  「関川神社 せきかわじんじゃ」（豊川市観光協会HP内）。